# Nu Geminorum
Nu Geminorum (18 Geminorum) é uma estrela na direção da constelação de Gemini. Possui uma ascensão reta de 06h 28m 57.79s e uma declinação de +20° 12′ 43.8″. Sua magnitude aparente é igual a 4.13. Considerando sua distância de 502 anos-luz em relação à Terra, sua magnitude absoluta é igual a −1.81. Pertence à classe espectral B6III.